# Pollina
Pollina est une commune italienne de la province de Palerme dans la région Sicile en Italie.

## Géographie
La commune est située sur le territoire du parc naturel régional des Madonie.

## Culture
La série "le goût de vivre" produite par Netflix en 2022 à en partie  été tournée à Pollina.

## Administration
| Période                                  | Période | Identité | Étiquette | Qualité |
| ---------------------------------------- | ------- | -------- | --------- | ------- |
|                                          |         |          |           |         |
| Les données manquantes sont à compléter. |         |          |           |         |

### Hameaux
Finale di Pollina

### Communes limitrophes
Castelbuono, Cefalù, San Mauro Castelverde

### Jumelage
- Luçon (France) A vérifier.